# Stanzach
Stanzach ist eine Gemeinde mit 515 Einwohnern (Stand 1. Jänner 2024) im Bezirk Reutte in Tirol (Österreich).

## Geografie

### Lage
Stanzach liegt an der Einmündung des Namloser Tals in das Lechtal. Zum Gemeindegebiet gehört noch das Almdorf Fallerschein, das in eine Feriensiedlung umgewandelt wurde. Weitere Ansiedlungen breiten sich auch oberhalb der Geländekante einer Lechterrasse aus.
Der Hausberg von Stanzach ist der Nerenkopf, der sich südlich der Ortschaft befindet. Dieser gehört zu den Namloser Bergen, einer Untergruppe der Lechtaler Alpen. Die höchsten Gipfel in der Gemeinde sind Tauberspitze (2298 m), Elmer Kreuzspitze (2480 m) und Bschlaber Kreuzspitze (2462 m).
Die Gemeinde hat eine Fläche von 31,85 Quadratkilometer. Davon sind 3 Prozent landwirtschaftliche Nutzfläche, 56 Prozent Wald, 26 Prozent Almen und 12 Prozent sind hochalpines Gelände.

### Gemeindegliederung
Stanzach ist in mehrere Ortsteile gegliedert. Im Südwesten beginnend:
„Hinter Egg“, „Rain“, „Froschloch“, „Dorf“, „Äule“, „Darr“, „Sand“, „Rauth“ und „Blockau“.

### Nachbargemeinden
| Vorderhornbach | Weißenbach am Lech Forchach                 | Reutte |
| Elmen          | Kompassrose, die auf Nachbargemeinden zeigt | Namlos |
| Pfafflar       | Imst (IM)                                   |        |

## Geschichte
1294 wurde der Ort erstmals urkundlich erwähnt.
Wie das übrige Lechtal stand Stanzach unter der Herrschaft der Staufer, bevor es 1266 zu Tirol kam. Die Bewohner waren früher immer wieder zum Auswandern gezwungen, um Arbeit zu finden. Einer Anekdote nach soll Walter Ulbricht für kurze Zeit in einer Tischlerei in Stanzach gearbeitet haben.
Der Name Stanzach komme von „Stanzahe“, was frei übersetzt so viel bedeutet wie „Aufenthalt und Unterkunft“. Entstanden ist der Name, weil Stanzach früher eine Zwischenrast für Holzarbeiter war, die in der Umgebung ihre Arbeiten verrichteten. Das älteste Haus von Stanzach ist das sogenannte „Älbele“, wie es von den Einheimischen genannt wird. Es ist seit dieser Zeit von Generation zu Generation weitergegeben worden und beherbergt seit ca. 1930 die Familie Kärle.

### Bevölkerungsentwicklung

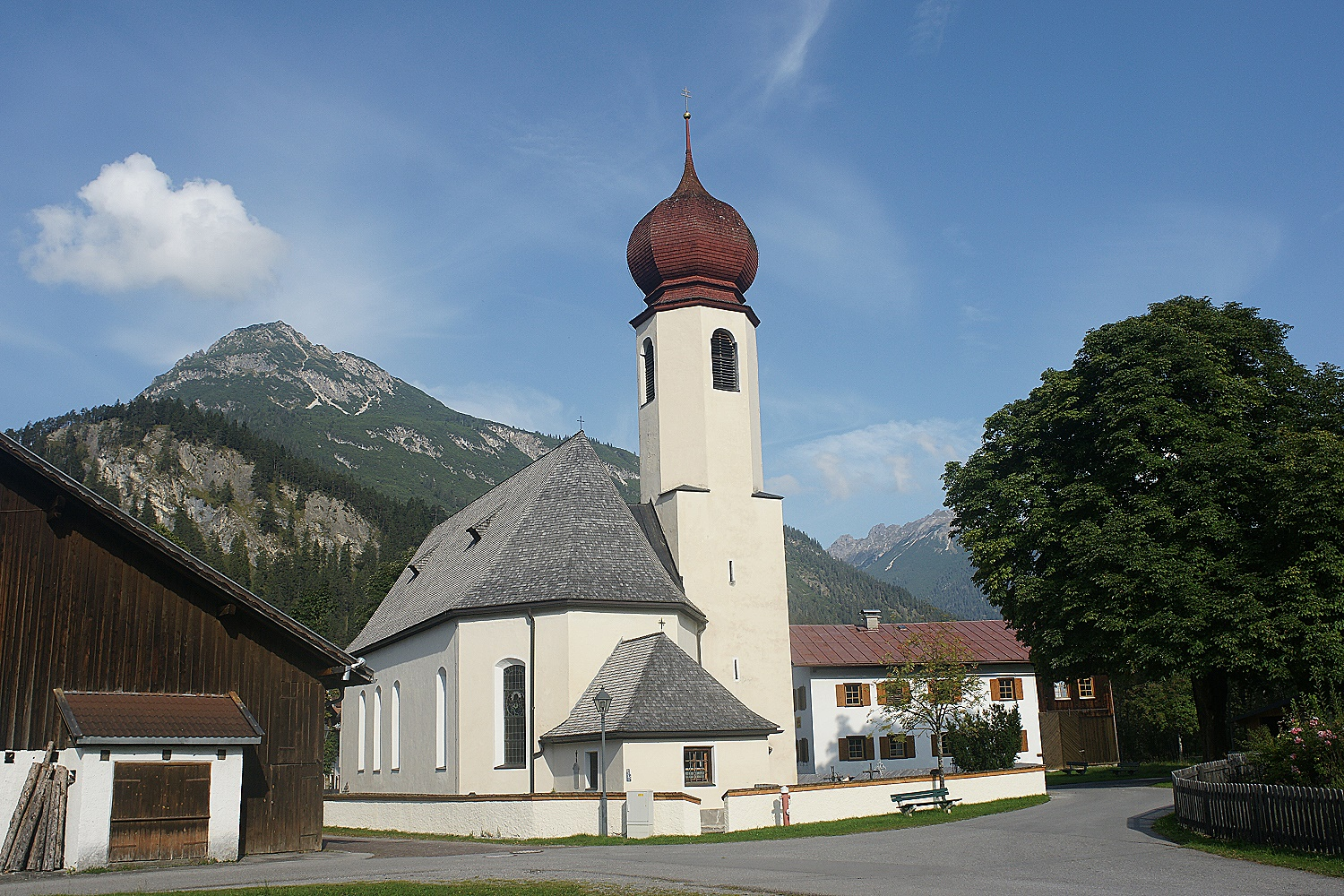
Pfarrkirche Stanzach

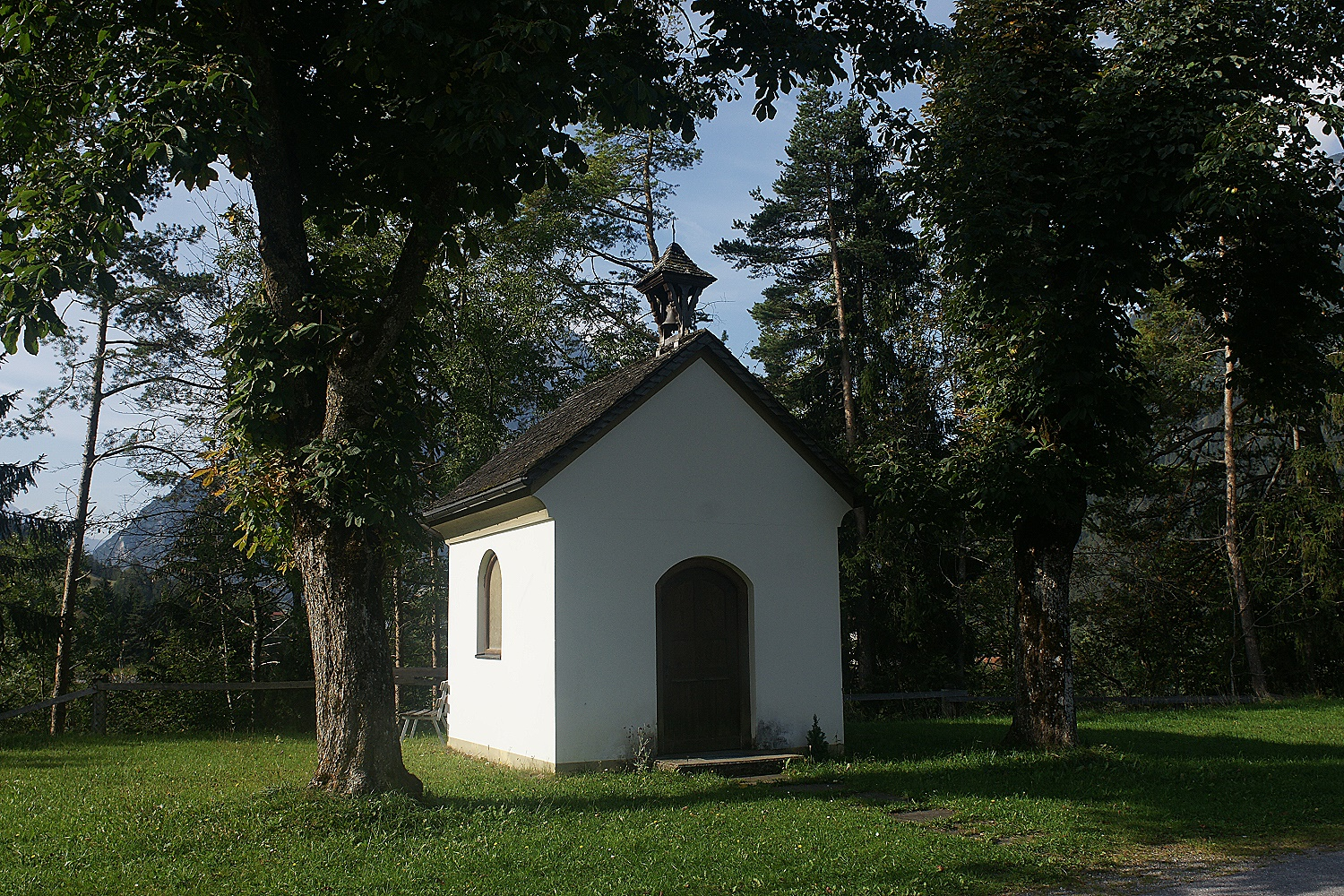
Rauth-Kapelle

| Stanzach: Einwohnerzahlen von 1869 bis 2024         | Stanzach: Einwohnerzahlen von 1869 bis 2024 | Stanzach: Einwohnerzahlen von 1869 bis 2024 | Stanzach: Einwohnerzahlen von 1869 bis 2024 | Stanzach: Einwohnerzahlen von 1869 bis 2024 |
| --------------------------------------------------- | ------------------------------------------- | ------------------------------------------- | ------------------------------------------- | ------------------------------------------- |
| Jahr                                                |                                             |                                             |                                             | Einwohner                                   |
| 1869                                                | 1869                                        |                                             | 211                                         | 211                                         |
| 1880                                                | 1880                                        |                                             | 198                                         | 198                                         |
| 1890                                                | 1890                                        |                                             | 212                                         | 212                                         |
| 1900                                                | 1900                                        |                                             | 203                                         | 203                                         |
| 1910                                                | 1910                                        |                                             | 240                                         | 240                                         |
| 1923                                                | 1923                                        |                                             | 236                                         | 236                                         |
| 1934                                                | 1934                                        |                                             | 259                                         | 259                                         |
| 1939                                                | 1939                                        |                                             | 243                                         | 243                                         |
| 1951                                                | 1951                                        |                                             | 291                                         | 291                                         |
| 1961                                                | 1961                                        |                                             | 316                                         | 316                                         |
| 1971                                                | 1971                                        |                                             | 346                                         | 346                                         |
| 1981                                                | 1981                                        |                                             | 379                                         | 379                                         |
| 1991                                                | 1991                                        |                                             | 408                                         | 408                                         |
| 2001                                                | 2001                                        |                                             | 423                                         | 423                                         |
| 2011                                                | 2011                                        |                                             | 422                                         | 422                                         |
| 2021                                                | 2021                                        |                                             | 503                                         | 503                                         |
| 2024                                                | 2024                                        |                                             | 515                                         | 515                                         |
| Quelle(n): Statistik Austria, Gebietsstand 1.1.2021 |                                             |                                             |                                             |                                             |

## Kultur und Sehenswürdigkeiten
- Pfarrkirche Stanzach
- Rauth-Kapelle

## Wirtschaft und Infrastruktur
Im Jahr 2011 gab es rund 140 Arbeitsplätze in Stanzach, zwei in der Landwirtschaft, fast vierzig Prozent im Produktionssektor und sechzig Prozent im Dienstleistungssektor. Der mit Abstand größte Arbeitgeber im Dienstleistungssektor war der Bereich Verkehr.
Von den rund 200 Erwerbstätigen, die 2011 in Stanzach wohnten, arbeiteten sechzig in der Gemeinde, zwei Drittel pendelten aus. Aus den Nachbargemeinden kamen 75 Menschen zur Arbeit nach Stanzach.
Durch den Nordwesten des Gemeindegebietes verläuft die Lechtalstraße B198. Von dieser zweigt in Stanzach eine Landesstraße nach Berwang und weiter zur Fernpassstraße B179 ab. Der nächste Bahnhof ist im zwanzig Kilometer entfernten Reutte.

## Politik

### Gemeinderat
Der Gemeinderat besteht aus 11 Mitgliedern.
| Partei                            | 2010  | 2010    | 2016  | 2016    | 2022 | 2022    |
| Partei                            | %     | Mandate | %     | Mandate | %    | Mandate |
| --------------------------------- | ----- | ------- | ----- | ------- | ---- | ------- |
| Gemeinsam für Stanzach            | 64,53 |         | 60,70 | 7       | 100  | 11      |
| Neue Gemeindeliste Stanzach (ÖVP) | 35,47 |         | 39,30 | 4       |      |         |

### Bürgermeister
- 1962–1965 Karl Wolfgang Scheiber
- 1971–2004 Alfred Schwarz[8]
- 2004–0000 Hanspeter Außerhofer (Gemeinsam für Stanzach)[9]

### Wappen
Das Wappen wurde der Gemeinde 1965 verliehen: In Rot ein rechtsgewendeter goldener halber Löwe, mit der unteren Pranke einen schwarzen Grenzstein mit goldener Spitze haltend.
Der Löwe steht für den früheren Grundbesitz der Hohenstaufen in Stanzach, der Grenzstein weist auf die grenzhnahe Lage des Ortes hin.
Die Farben der Gemeindefahne sind gelb-rot.

## Söhne und Töchter der Gemeinde
- Wilhelm Lechleitner (1779–1827), Komponist, Chorregent und Pädagoge
- Josef Schreieck (1867–1930), Orgelbauer
- Karl Wolfgang Scheiber (1921–2012), Bürgermeister und Heimatdichter